# 缅甸钝头蛇
缅甸钝头蛇（学名：Pareas hamptoni）为游蛇科钝头蛇属的爬行动物。分布于缅甸、泰国、越南以及中国大陆的海南、广西、贵州、云南等地，主要生活于山区。其生存的海拔范围为1000至1620米。该物种的模式产地在缅甸。

## 保护
本种于2023年被收录入《有重要生态、科学、社会价值的陆生野生动物名录》。